# Битка код Солферина
Битка код Солферина је битка између Француске и Пијемонта-Сардиније са једне стране и Аустрије са друге стране. Битка се одиграла 24. јуна 1859. Била је то одлучујућа битка Аустријско-сардинијског рата, у којој су победили Француска и Сардинија под вођством Наполеона III и Виктора Емануела II.

## Пред битку
Италија је дуго времена била подељена између Француске, Аустрије, Шпаније и Папске државе. Почетни сукоб Аустријско-сардинијског рата је била битка код Монтебела (1859) 20. маја 1859. Аустријске снаге су ту биле три пута бројније, али Французи су победили, па је аустријски главнокомандујући постао још опрезнији. Почетком јуна Ђуљаји је био близу железничкога чвора у Мађенту са доста развученом војском. Наполеон је напао чеоно преко Тичина са делом снага, а са другим делом је напао северније да би са бока напао Аустријанце. Француски план је успео па су се Аустријанци морали повући доста далеко до тврђава у источној Ломбардији, где је гроф Ђуљаји смењен.
Заповедништво је преузео сам цар Франц Јозеф I, осећајући да ће то бити једноставан задатак да се одбрани добро утврђена аустријска територија иза реке Минчио. Франц Јозеф ће први и последњи пут командовати у бици код Солферина. Пијемонтска и француска армија су напредовали и заузели су Милано и кренули су источно да поразе Аустрију пре него што може Пруска да дође у помоћ. Аустријанци су сазанали да су се Французи зауставили код Бреше, па су одлучили да их изненаде наглим преласком у напад. И Французи су кренули у офанзиву, али ниједна страна није знала где се налази друга страна све док се нису срели. Аустријски 7. корпус је био раздвојен од главнине снага и успели су да одбране Поцелонго. Остали део аустријске војске се повукао и препустио неколико градова Французима. У исто време у северном делу Ломбардије су италијански добровољци „Алпски ловци“ под заповедништвом Ђузепеа Гарибалдија победили Аустријанце код Варезеа и Кома.

## Битка
У бици је учествовало око 200.000 војника. Била је то највећа битка после битке код Лајпцига 1813. Аустријску војску је предводио аустријски цар Франц Јозеф. После пораза у тој бици цар више никад није предводио војску. Битка је била од огромнога значаја у процесу уједињења Италије.
Битка је трајала око 9 сати и погинуло је 2.386 аустријских војника, а 10.634 је рањено, а 9.290 је нестало или заробљено. Савезничка војска је имала 2.313 мртва, 12.102 рањених и 2.776 нестала или заробљена. Рањени војници би били докрајчени мецима или бајонетама на обе стране. Аустријанци су били поражени, а савезничка француско-пијемонтска војска је извојевала скупу победу.

## После битке
Рат је потпуно финансијски исцрпео Француску. Осим тога Наполеон се бојао да ће у рат бити укључене и немачке државе Наполеон је почео да тражи излаз из рата па је потписао примирје са Аустријанцима у Вилафранци. Аустрија је предала Француској већину Ломбардије са Миланом, изузев аустријских тврђава Мантова и Лењано са околним територијем.
Француска је одмах те територије предала Пијемонту-Сардинији.

## Женевска конвенција и Црвени крст
Битка је имала дугорочне последице на начин на који се води рат. Жан Анри Динан је лично присуствовао бици и био је ужаснут страшним сценама убијања рањених бајонетама. Због тога је започео кампању, а 1864. је предложио Женевску конвенцију у којој је стајало да се морају поштедети болесни и рањени војници. Женевска конвенција је прихваћена 1864, а касније је допуњавана. Касније Жан Анри Динан оснива и Црвени крст.